# Juliana Rosales
Juliana Rosales (Mercedes, 1960) es una arquitecta, curadora y artista contemporánea uruguaya que realiza fotografía, videoarte, noise, net.art e instalaciones artísticas. 

## Trayectoria
Se graduó como arquitecta en 1990, en la Facultad de Arquitectura de la Universidad de la República y obtiene un máster en arquitectura en 1999, en el Southern California Institute of Architecture.
Su obra se ha expuesto a nivel nacional e internacional en numerosas muestras colectivas entre las que se destaca la Bienal de La Habana, el Festival de Artes Electrónicas (Brasil), Videoformes (Francia) y Ars Electronica (Austria). Individualmente ha expuesto en la Bienal de La Habana (2006) y el Centro Oboro de Montreal (2008), entre otros muestras.
Ha trabajado como curadora en la Fundación de Arte Contemporáneo (FAC), una agrupación de artistas independientes que lleva adelante proyectos de producción y pensamiento sobre arte contemporáneo en Montevideo. También ha participado en equipos curatoriales como el de la X Bienal de Salto y el de Techné.11.

## Obra
Su trabajo se enfoca en la relación entre naturaleza y arquitectura, y en las posibilidades del arte numérico y la digitalización para generar traducciones de un medio a otro. Nelson Di Maggio, en su diccionario crítico de artes visuales, ha dicho sobre su obra:
"Domina los recursos tecnológicos en instalaciones sonoras y filmes, con una poética interactiva de inusual calidad en su preocupación por establecer relaciones entre la naturaleza y la arquitectura".
Se destaca la intervención de la fachada del Centro Cultural de España en Montevideo, del año 2007. La misma consistió en la instalación de vegetación colgante sobre los ventanales de la fachada. Esta obra expresa la fragilidad de la relación naturaleza-ciudad y la dificultad para percibir los cambios y la depredación de los espacios naturales urbanos.